# Cmentarz św. Doroty w Mileszkach
Cmentarz pw. św. Doroty w Mileszkach, także cmentarz Mileszki – cmentarz rzymskokatolicki znajdujący się w Łodzi, w dzielnicy Widzew, na osiedlu Mileszki, przy ul. Frezjowej 3, należący do parafii św. Doroty w Łodzi. Cmentarz obejmuje powierzchnię 2,5 ha.
Cmentarz jest wpisany do Gminnej Ewidencji Zabytków miasta Łodzi.

## Historia
Cmentarz został założony w II połowie XIV wieku na terenie dawne wsi Mileszki. Najstarszy nagrobek na cmentarzu pochodzi z 1822 roku i należy do rodziny Burchardów. Na terenie cmentarza znajduje się kamień narzutowy, poświęcony poległym w 1914 roku, podczas I wojny światowej, żołnierzom niemieckim, którzy zginęli w bitwie z Rosjanami.

## Pochowani
- Jan Gieryng (1925–1974) – przewodnik turystyczny
- Mieczysław Saar (1925–2015) – artysta malarz